# 海拉 (漫威漫畫)
海拉（英語：Hela），是漫威漫畫中虛構的超級反派角色，原形為北歐神話中的海拉，由作家史丹·李和藝術家傑克·科比所創作。海拉首次於《神秘之旅》第102期中登場。
2017年電影《雷神索爾3：諸神黃昏》由凱特·布蘭琪飾演。

## 人物
海拉是海姆冥界和尼福爾海姆的統治者，為洛基和安格爾波達的女兒，芬里斯狼和米德嘉德巨蛇的妹妹。擁有掌管阿斯加德的人民的生死的能力。

## 其他媒體

### 電視
- 《復仇者聯盟：史上最強英雄戰隊》：由妮卡·福特曼（英语：Nika Futterman）配音。
- 《復仇者聯盟：正義出擊（英语：Avengers Assemble (TV series)）》：由凡妮莎·馬歇爾（英语：Vanessa Marshall）配音[1]。

### 電影
- 《綠巨人大戰（英语：Hulk Vs）》：由賈尼斯·賈德（英语：Janyse Jaud）配音。
- 漫威電影宇宙：由凱特·布蘭琪飾演海拉，設定為奧丁的長女、索爾的姊姊。
  - 《雷神索爾3：諸神黃昏》[2]（2017年）

### 電視劇
- 漫威電影宇宙：
  - 《無限可能：假如…？》第二季（2023年）：動畫劇集，由凱特·布蘭琪回歸聲演海拉。於第七集被奧丁驅逐到中國，並遇上十環幫的首領「滿大人」徐文武（英语：Wenwu），後來她到神秘村莊大羅（英语：Ta-Lo）修練神龍的力量，同時領悟了太極拳法，最後與徐文武合作打敗奧丁。

### 遊戲
- 《雷神索爾（英语：Thor: God of Thunder）》，由菲爾·拉瑪配音[3]。
- 《終極漫威英雄VS卡普空3（英语：Ultimate Marvel vs. Capcom 3）》
- 《Marvel：復仇者聯盟（英语：Marvel: Avengers Alliance）》
- 《漫威：未來之戰》：手機遊戲，海拉是玩家可使用角色之一。
- 《漫威超級戰爭》
- 《漫威爭鋒》：由妮卡·福特曼（英语：Nika Futterman）配音。

## 外部連結
- Hela （页面存档备份，存于） 漫畫書數據庫
- Hela （页面存档备份，存于） 超級英雄數據庫
- Marvel Comics Database: Hela （页面存档备份，存于）